# Karl Lindholm
Karl Fredrik Lindholm (russisch Карл Карлович Линдхольм, wiss. Transliteration Karl Karlovič Lindchol'm; * 5. Mai 1860 in Turku, Großfürstentum Finnland; † 4. Februar 1917 in Sankt Petersburg) war ein russischer Segler.

## Erfolge
Karl Lindholm nahm an den  Olympischen Spielen 1912 in Stockholm in der 10-Meter-Klasse als Crewmitglied der Gallia II aus dem Russischen Kaiserreich teil. Bei der in Nynäshamn stattfindenden Regatta schloss die Gallia II die erste Wettfahrt auf dem dritten und die zweite Wettfahrt auf dem zweiten Platz ab. Da die Nina aus Finnland von Skipper Harry Wahl ebenfalls einen zweiten und einen dritten Platz erreichte, kam es zwischen beiden Booten zu einem Stechen, in dem sich die Nina durchsetzte. Damit erhielt Lindholm neben den übrigen Crewmitgliedern Philipp Strauch, Nikolai Puschnizki, Alexander Rodionow, Joseph von Schomacker und Ernst Brasche sowie Skipper Esper Belosselski die Bronzemedaille.